# Gil da Cruz Trindade
Gil da Cruz Trindade (nascido em 1 de Março de 1982) é um atleta de Timor-Leste. Competiu nos Jogos Olímpicos de Verão de 2004 em Atenas, na Grécia. Corredor de maratona, Trindade não conseguiu completar a prova.